# Clara Bilbao
Clara Bilbao (Bilbao, 1971) és una dissenyadora de vestuari espanyola, guanyadora de tres Goya al millor disseny de vestuari. Filla d'una modista, es va llicenciar al Centre Superior del Disseny i Moda de Madrid a la Universitat Politècnica de Madrid, especialitzant-se en disseny de vestuari escènic. El 1994 va començar a treballar en audiovisuals i el 1996 va debutar com a dissenyadora de vestuari amb el curtmetratge El tren de las ocho. El 1998 va dissenyar el vestuari del seu primer llargmetratge, Quince. Va rebre el reconeixement amb Blackthorn (2011), amb la que va guanyar el seu primer Goya al millor disseny de vestuari. El 2013 va dirigir el curtmetratge Efímera, que va rebre el premi del Jurat a la Setmana de Cinema de Medina del Campo. El 2016 va guanyar el seu segon Goya al millor disseny de vestuari per Ningú no vol la nit d'Isabel Coixet. El 2019 tornaria a guanyar el Goya al millor disseny de vestuari per L'ombra de la llei, per la que va rebre el Premi Mestre Mateo al millor disseny de vestuari.

## Filmografia (selecció)
- El tren de las ocho (1996)
- Quince (1998)
- Arderás conmigo (2002)
- La distancia (2006)
- Planes para mañana (2010)
- L'idioma impossible (2010)
- Blackthorn (2011)
- Efímera (2013)
- Ningú no vol la nit (2015)
- Cuerpo de élite (2016)
- Proyecto Lázaro (2016)
- La zona (2017)
- La enfermedad del domingo (2018)
- L'ombra de la llei (2018)